# 霍爾雷
霍爾雷（羅馬化：Khorly）是位於烏克蘭南部的村莊，由赫爾松州斯卡多夫斯克區的卡蘭恰克市鎮負責管轄。該村始建於1897年，面積8平方公里，海拔高度7米，2001年人口795，人口密度每平方公里99.5人。